# Avenue de la Porte-de-Montmartre
L'avenue de la Porte-de-Montmartre est une voie du 18e arrondissement de Paris, en France.

## Situation et accès
L'avenue de la Porte-de-Montmartre est une voie publique située dans le 18e arrondissement de Paris. Elle débute au 142, boulevard Ney et se termine rue du Docteur-Babinski et rue Jean-Henri-Fabre. Elle est précédée par la rue Charles-Schmidt à Saint-Ouen-sur-Seine et prolongée par la rue du Poteau, qui suivent le même alignement.

## Origine du nom

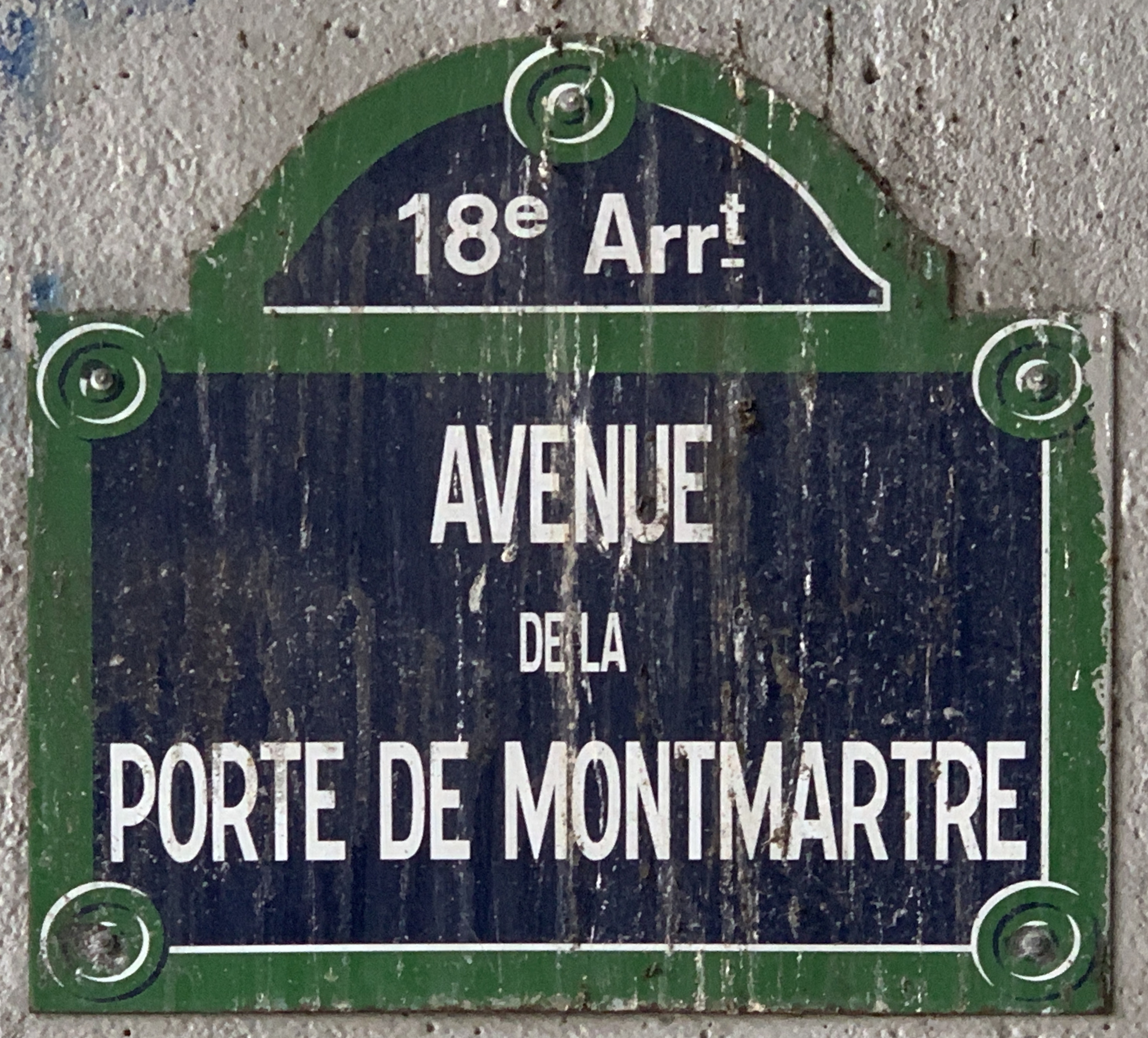
Plaque de l'avenue.

Elle porte ce nom car elle est située en partie sur l'emplacement de l'ancienne porte de Montmartre de l'enceinte de Thiers à laquelle elle mène.

## Historique
La voie a été créée en 1926. La partie située entre le boulevard Ney et la limite des fortifications a été aménagée sur le bastion no 38 de l'enceinte de Thiers. Le prolongement faisait partie de la rue Montmartre à Saint-Ouen et a été annexé par la ville de Paris en 1930.

## Bâtiments remarquables et lieux de mémoire
- No 16 : bibliothèque Jacqueline-de Romilly[2].